# Berstadt

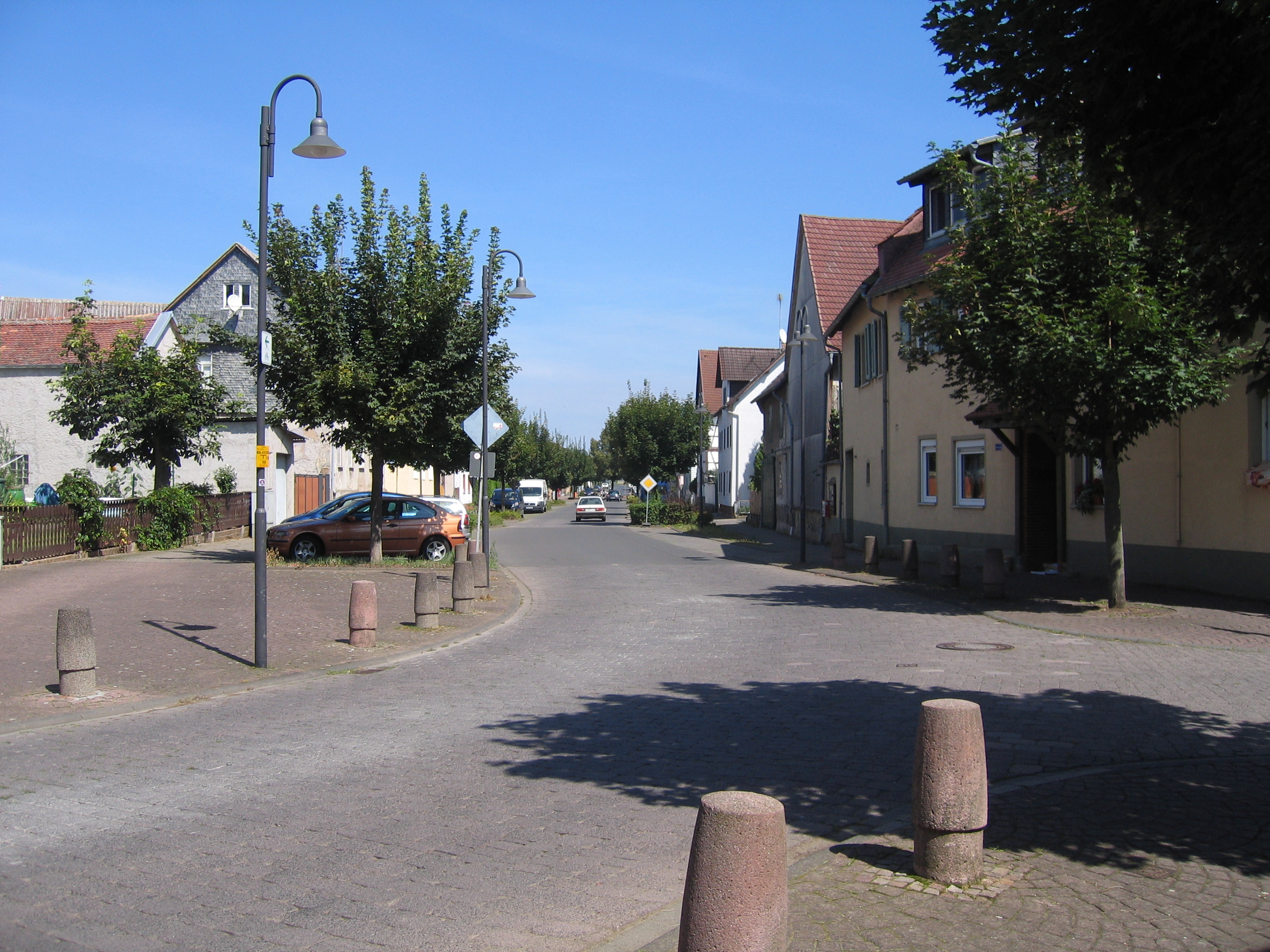
Licher Straße

Berstadt ist ein Ortsteil der Gemeinde Wölfersheim im Wetteraukreis in Hessen und hat rund 1.700 Einwohner.

## Geographische Lage
Berstadt befindet sich nordöstlich von Wölfersheim, dem größten Ortsteil der gleichnamigen Gemeinde an der Bundesstraße 455. Der Ort liegt direkt an der Anschlussstelle Wölfersheim der Bundesautobahn 45 (Sauerlandlinie).

## Geschichte

### Der Name „Berstadt“
Berstadt wird in fuldischen Urkunden in der Zeit um 800 als Berthenstat bezeichnet. Der althochdeutsche Name beraht bedeutet niederhochdeutsch ‚hell glänzend, prächtig‘, also ein prächtiger Ort. Reuter sieht im Namen Bezüge zur „Lagekunst und Bodenqualität“ des Ortes. Verschiedentlich wird behauptet, dass sich hier in vorgeschichtlicher Zeit ein Heiligtum einer germanischen Gottheit befand. Das ist aber nach dem heutigen Stand der Ortsnamenforschung nicht mehr haltbar. Stattdessen ist die Deutung von Steen maßgeblich. Eine Darstellung der unterschiedlichen Deutungen findet sich bei Rieß/Roth.
Weitere historische Formen des Ortsnamens sind:
- Berhtenstat (817[9])
- Berhtdenstat (1056[10])
- Berchtenstat (1056[11])
- Berthenstat (1068[12])
- Berstationes (1073[13])
- Berstat (1150–1165)
- de Berstat (1232)[14]

### Ersterwähnung
Die älteste erhaltene Erwähnung von Berstadt stammt aus der Amtszeit des fuldischen Abtes Ratgar (802 bis 817) als Berhtenstat im Codex Eberhardi. Dort heißt es (lat.): „Wigo tradidit deo et sancto Bonfatio predia sua“ (Wigo schenkt Gott und dem Heiligen Bonifatius seinen Besitz). Das Jahr 817 ist gleichzeitig auch das Datum der Ersterwähnung für einen anderen Wölfersheimer Ortsteil, nämlich Melbach, sowie für die östliche Nachbargemeinde Grund-Schwalheim, in denen auch private Schenkungen an das Kloster Fulda gemacht wurden.
Die dem Mönch Eberhard in der bisherigen Forschung unterstellten Fälschungen wurden dahingehend revidiert, dass die Fälschungen in erster Linie auf die Kaiser- und Königsurkunden sowie die der Päpste zu beziehen sind. Die Schenkungen zu Berstadt waren aber privater Natur. Auch Meyer zu Ermgassen hält Eberhards Fälschungen für „inhaltlich geringfügig“.

### Das historische Dorf
Der Zingelbach fließt aus nordwestlicher Richtung zum Ort und umschließt ihn im Südwesten. Der umflossene Teil des Dorfes wird Zingeldorf genannt. Nachdem der Zingelbach im Bereich der ehemaligen Brücke von der Brückenstraße überquert wird, wechselt er seinen Namen. Vor dem Anwesen Brückenstraße 22 fließt er weiter in südöstlicher Richtung und heißt von hier an Wäschbach.
Oberhalb der Steinernen Brücke zeigt der Zingelbach ein rasch ansteigendes linkes Ufer. Dieser Hang wurde im Bereich der Oberpforte im 18. und 19. Jahrhundert zur Anlage von Felsenkellern genutzt. Das ursprüngliche, dreigliedrige mittelalterliche Dorfbild wird im nördlichen Teil durch das Oberdorf komplettiert. Die Denkmaltopographie bezeichnet diesen Bereich als Kirchberg.
Die Kirche, erbaut in der ersten Hälfte des 11. Jahrhunderts, und ihr mächtiger Turmhelm prägen noch immer das Ortsbild, verstärkt durch den Geländesprung an der Oberpforte, der sich weiter bis zur Kirche fortsetzt und erneut 5 m – 10 m überwindet. Die Kirche wurde im 11. Jahrhundert erstmals erwähnt. Nördlich an Kirche und Pfarrhof schließt der Mainzer Hof an. Er bildete zusammen mit der Kirche und dem Tanzhof den historischen Ortskern. Daran grenzt seit dem Spätmittelalter im Westen das ehemalige Gemeindewirtshaus an der Oberpforte. Bis ins 18. Jahrhundert bildeten Pfarrhof und Gemeindewirtshaus eine bauliche Einheit.
Südlich des Unterdorfes umschloss der Wäschbach die Wasserburg, von der bis ins 19. Jahrhundert Reste vorhanden waren.
Am Beispiel neuer Familiennamen zeigt sich eine gewisse Attraktivität Berstadts für die Bewohner umliegender Orte in der zweiten Hälfte des 14. Jahrhunderts.
Diese Familiennamen weisen auf ihre Herkunftsorte hin, z. B. Echzell, Bessingen, den 4. April 1368: „Contze Beszunger scheffen zu Berstad.“
Seit 1371 lässt sich die ursprünglich niederadelige Familie Rode in Berstadt nachweisen, die aus Wohnbach nach Berstadt zog: „ampmann Johan Rode“.
Auch aus dem später wüst gegangenen Ort Feldheim bei Hungen kamen neue Einwohner: 19. Mai 1391 „Heincze Feltheim“
Der starke Zuzug adliger Familien, die hier große Höfe als Lehen besaßen, bestimmte über Jahrhunderte das Dorfbild. „Im 14. Jahrhundert sind es mehr als ein Dutzend, wobei mindestens die Hälfte hier auch dauerhaft residierte.“
Seit dem 14. Jahrhundert wurde der Mainzer Hof immer wieder unter neuen Besitzern aufgeteilt. Es bildeten sich bis zu vier Einzelhöfe, deren Grundbesitz aber zusammen immer wieder die ursprüngliche Größe von fünf Hufen ergab. Im späten 19. Jahrhundert teilte man den Hof weiter: „neben dem heutigen Hof Reuter auch noch den Hof Wolff sowie die beiden heutigen Grundflächen der ehemaligen Schmiede Größer.“

#### Ortsbefestigung und Pforten
Der spätmittelalterliche Ort war befestigt. Ein Schanzengraben wird am 14. August 1380 erstmals erwähnt: „uff des dorffis graben.“ Die Befestigung der Dörfer in der Wetterau hängt mit dem Fehde- und Kriegswesen des 14. und 15. Jahrhunderts zusammen. Als Besitz der Grafen von Ziegenhain wurde Berstadt durch den Landgrafen Hermann II. am 30. November 1401 verbrannt, sechs Gefangene verschleppte man nach Grünberg. Im folgenden Jahr fielen erneut landgräfliche Truppen in die Fuldische Mark ein, ein Angriff auf Berstadt am 10. August 1402 ist belegt. Auch die Urfehde des Henne des Jüngeren von Berstadt am 30. Januar 1413 gegenüber dem Erzbischof Werner von Trier und dessen Grafschaft Falkenstein, auf alle Ansprüche wegen Schaden, Verlusten, Diensten, Zehrung, Hengsten und Pferden zu verzichten, gehört in diesen Zusammenhang.
Ebenso belegt der Wortstamm Zingel in Zingelbach, Zingeldorf, Zingelpforte, Zingelgärten die Befestigung des Ortes. 1811 wurde im Rahmen des Chausseebaus eine steinerne Brücke über den Zingelbach errichtet. Zuvor war hier eine Furt. Durch den Straßenbau wurden große Teile des Schanzengrabens zerstört.
Für jeden der drei Dorfteile gab es eine Pforte. „Die drei ursprünglichen Zugänge zum Ortskern (sind noch immer) siedlungstopographisch besonders prägnant.“ Die Oberpforte diente zeitweise als Hirtenhaus. 1811 wurde sie auf Abbruch versteigert und 1814 abgerissen. Hier befand sich das alte Gemeindewirtshaus. Die Unterpforte am Ende der Untergasse war zugleich Gemeindearmenhaus. Sie wurde 1854 abgerissen. An der Zingelpforte, im Nordwesten des Zingelplatzes, nahe der alten Mühle, befand sich die Zollstation. Der Pfortenzehnte, der hier erhoben wurde, war fuldischer Besitz. Der Pfortenzehnte betrug im 17. Jahrhundert ½ Meste Getreide. Er war seit 1664 ein fuldisches Lehen der Löw zu Steinfurth. Das Kloster Fulda verpfändete den Pfortenzehnten zu Berstadt am 26. Juli 1354, „han wir zu undirphande gesetzt … unsir Pforten zehenden in … Berstat“ an „Johan Crige von Voytzberg.“
Dem Kloster Fulda wurde 1356 durch den Kaiser Karl IV. die Erhebung eines Zolls gestattet. Von jedem Pferd, „daz dafur mit laste oder mit koufmannschaft get oder zuhet“, durfte ein Schilling alter Heller verlangt werden. Durch die günstige Verkehrslage Berstadts war das ein sehr einträgliches Geschäft. Weil die Zollstelle neben der Neumühle lag, war der Mühlenpächter auch häufig Zollverwalter und Zehender. Die Ämter wurde oft über Generationen in der gleichen Familie vererbt. Vor der Zingelpforte und damit außerhalb der Ortsbefestigung entstand 1561 die Neumühle. Später wurde hier das gemeinschaftliche Brauhaus errichtet. Der dortige Brunnen war im 16. Jahrhundert Eigentum der Grafen von Nassau-Saarbrücken. In der gleichen Zeit bestand hier vor der Zingelpforte eine Glashütte. Mit der Ansiedlung der Blaufärberei Acker am Zingelplatz in der 2. Hälfte des 19. Jahrhunderts begann die weitere Ausdehnung des Ortes in Richtung Wohnbach, welche durch den Eisenbahnanschluss am Ende dieses Jahrhunderts noch erheblich verstärkt wurde. Die Straße außerhalb Oberpforte verläuft schnurgerade. Hier kann man eine planmäßige Ortserweiterung erkennen, die bereits vor 1500 begonnen wurde. Dendrochronologische Untersuchungen ergaben, dass ein Ständerbau vor 1480 im Bereich der Hofreite Oberpforte 15 errichtet wurde. Diese kann als nordwestlicher Teil des Mainzer Hofes angesehen werden.

#### Das Dorf in der frühen Neuzeit
Die Errichtung einer bedeutsamen Lateinschule beschleunigt die wirtschaftliche und soziale Entwicklung wieder. In dieser Zeit ist sicherlich erstmals der noch heute erkennbare Siedlungsrand des mittelalterlichen Ortes gesprengt worden, nachweisbar die Mühle vor der Zingelpforte, aber auch andere Gebäude entstanden in diesem Bereich. Später wird außerdem hier das Brauhaus erbaut, so dass der Zingelplatz ein Gegenstück zum Tanzhof darstellt. Mühle und Brauhaus unterlagen der landgräflichen Herrschaft. Rathaus, Kirche und Schule, Gemeindewaage etc. repräsentierten ein Stück dörflicher Autonomie. Der dominierende Hof des Unterdorfs, Licher Straße 17, war der ehemalige Vogteihof, der später in den Besitz der Landgrafen von Hessen überging.

### Mittelalter
Berstadt besitzt seit dem frühen Mittelalter eine kontinuierliche Siedlungsgeschichte.

#### Fränkische Besiedlung
2006 wurde bei Erschließungsarbeiten des Neubaugebiets Über den Holdergärten östlich von Berstadt ein großes Gräberfeld der Merowingerzeit entdeckt. Daraufhin legten Archäologen mittels Blockbergung rund 400 Gräber frei, die später vorwiegend dem 5. bis 7. Jahrhundert zugeordnet werden konnten. Nach zwei Jahren Grabungen und einem halben Jahr Dokumentation übergaben Grabungsleiter Sascha Piffko und Kreisarchäologe Lindenthal einen umfangreichen Grabungsbericht an die Gemeinde. Die Restaurierung der freigelegten Funde und die Analyse sichergestellter DNA-Proben durch das Landesamt für Denkmalpflege in Wiesbaden hält noch an. Ein Teil der bisher restaurierten Fundstücke wurde bereits im Wölfersheimer Rathaus ausgestellt.
Der erste Bericht über einen fränkischen Gräberfund stammt aus dem Jahre 1845.
Eine weitere Ausgrabung fand 1934 durch den damaligen Berstädter Pfarrer Kullmann im Chor der Kirche statt. Die nicht genehmigte Grabung wurde bis in eine Tiefe von 2,40 m durchgeführt. Dabei wurde u. a. ein merowingerzeitliches Knickwandtopf gefunden.
In karolingischer Zeit findet sich hier ein großer Herrenhof, der spätere Mainzer Hof. Einen Königshof gab es lediglich im benachbarten Echzell.

#### Hochmittelalter
Eine Burg Berstadt (Nähe Burggasse, nicht sichtbar) stammt aus der Salierzeit. Die mehrmaligen Besuche der Kaiser Heinrich III. und Heinrich IV. sind die herausragenden Ereignisse des Hochmittelalters. Während Beranek und Kropat als Grund für die Kaiserbesuche noch die Existenz eines Königshofes vermuteten, sieht man das inzwischen in der verkehrsgünstigen Lage des Ortes begründet. Noch im Bingenheimer Weistum von 1434 wird die Pflicht zu Kaisergastung und zur Beherbergungspflicht für die fuldischen Bischöfe für die Burg Bingenheim, für Echzell oder Berstadt festgehalten.
- 1056 Juli 10/11

Kaiser Heinrich III. beurkundete am 10. Juli „actum in Berhdtenstat“, /Bertdenstat, für die Bischofskirche St. Stephan in Passau Gebiete im Nordosten von Niederösterreich und am folgenden Tag für die Reichsabtei Burtscheid bei Aachen ein Gut im Gau Maasland.
Anwesend sind die Kaiserin Agnes, König Heinrich IV., der Bischof Egibert von Passau und Kanzler Winither.
Iternar: Zuvor war Heinrich III. am 7. Juli in Worms, reiste dann weiter nach Fulda und war am 2. August in Goslar.
- 1068 August 12

König Heinrich IV. bestätigte an diesem Tag „actum in Berthanstad“ dem Bischof Hermann zu Bamberg Schenkungen für das Bistum, nämlich Grafschaften im Saalegau, Ratzengau, Volkfeld und Gropfeld.
Zugegen waren die Königin Berta, Bischof Hermann von Bamberg und der Kanzler Pibo.
Iternar: Heinrich IV. war zuvor am 5. August in Goslar, dann am 8. September in Augsburg.
- 1070 Juni 7

König Heinrich IV. urkundet, „actum Berthestad“ an diesem Tag der Abtei Hersfeld die Schenkung des Klosters Ebrinvirst. Anwesend sind der Abt Ruthard von Hersfeld und der Kanzler Adalbero.
Iternar: Heinrich IV. war am 23. Mai in Merseburg, anschließend am 9. Juni in Mainz und am 15. Juni in St. Goar.
- 1073 August

König Heinrich IV. bestätigt, „actum Bertestations“ auf Bitten des Kanzlers, Bischof Gregor von Vercelli, Besitzungen des Klosters der heiligen Maria in Florenz. Neben den beiden vorgenannten Personen ist auch der Abt Petrus des Klosters der heiligen Maria anwesend.
Iternar: Zuvor ist der Kaiser am 12./13. Aug. in Eschwege, Hersfeld und Grebenau, dann Ende August in Trebur.

#### Spätmittelalter
Im Spätmittelalter gehörte Berstadt zur Grafschaft Nidda.

#### Neuzeit
In der Reformationszeit wurde von einem Berstädter in Frauenstein ein schreckliches Verbrechen verübt, das durch Flugblätter weit verbreitet wurde.
Neben der Kirche in Frauenstein steht eine Tausendjährige Linde, die schon teilweise geborsten ist. Sie wird auch „Blutlinde“ genannt. Hier war der Ort, an dem 1537 in der Kreuzwoche am vocem iucunditatis Hans, 20-jähriger Sohn des „Hansen (Kraft) von Berstatt bey Echtzil in der Wedderawe,“ ein 5-jähriges Mädchen namens Merklin kennengelernt, in den Pfarrhof gelockt und dort bestialisch zerstückelt hatte. Der Mörder wurde gefasst und in Mainz am Freitag nach Fronleichnam hingerichtet. Die Nachricht von dem Verbrechen verbreitete sich durch ein Flugblatt, das 1540 in Straßburg gedruckt wurde.
Ab 1651 gehörte Berstadt zu Hessen-Bingenheim und um 1682 zu Hessen-Darmstadt. Hier war es dem Amt Bingenheim zugeordnet.

Die Ämter-Struktur wurde im Großherzogtum Hessen 1821 aufgelöst. 
 Die bisher von den Ämtern wahrgenommenen Aufgaben wurden Landräten (zuständig für die Verwaltung) und Landgerichten (zuständig für die Rechtsprechung) übertragen. Berstadt kam so zum Landratsbezirk Nidda und zum Landgericht Nidda. Die gerichtliche Zuständigkeit wechselte 1879 zum Amtsgericht Nidda.
Hessische Gebietsreform (1970–1977)
Im Zuge der Gebietsreform in Hessen wurde die bis dahin selbständige Gemeinde Berstadt zum 31. Dezember 1971 auf freiwilliger Basis in die Gemeinde Wölfersheim eingegliedert.

## Bevölkerung
Einwohnerstruktur 2011
Nach den Erhebungen des Zensus 2011 lebten am Stichtag dem 9. Mai 2011 in Berstadt 1692 Einwohner. Darunter waren 75 (4,4 %) Ausländer. Nach dem Lebensalter waren 309 Einwohner unter 18 Jahren, 756 zwischen 18 und 49, 351 zwischen 50 und 64 und 279 Einwohner waren älter. Die Einwohner lebten in 702 Haushalten. Davon waren 189 Singlehaushalte, 207 Paare ohne Kinder und 234 Paare mit Kindern, sowie 60 Alleinerziehende und 12 Wohngemeinschaften. In 114 Haushalten lebten ausschließlich Senioren und in 507 Haushaltungen lebten keine Senioren.
Einwohnerentwicklung
| Berstadt: Einwohnerzahlen von 1834 bis 2022 | Berstadt: Einwohnerzahlen von 1834 bis 2022 | Berstadt: Einwohnerzahlen von 1834 bis 2022 | Berstadt: Einwohnerzahlen von 1834 bis 2022 | Berstadt: Einwohnerzahlen von 1834 bis 2022 |
| --- | ------------------------------------------- | ------------------------------------------- | ------------------------------------------- | ------------------------------------------- |
| Jahr |                                             |                                             |                                             | Einwohner                                   |
| 1834 | 1834                                        |                                             | 900                                         | 900                                         |
| 1840 | 1840                                        |                                             | 967                                         | 967                                         |
| 1846 | 1846                                        |                                             | 1.004                                       | 1.004                                       |
| 1852 | 1852                                        |                                             | 1.013                                       | 1.013                                       |
| 1858 | 1858                                        |                                             | 980                                         | 980                                         |
| 1864 | 1864                                        |                                             | 962                                         | 962                                         |
| 1871 | 1871                                        |                                             | 961                                         | 961                                         |
| 1875 | 1875                                        |                                             | 1.013                                       | 1.013                                       |
| 1885 | 1885                                        |                                             | 968                                         | 968                                         |
| 1895 | 1895                                        |                                             | 986                                         | 986                                         |
| 1905 | 1905                                        |                                             | 1.034                                       | 1.034                                       |
| 1910 | 1910                                        |                                             | 989                                         | 989                                         |
| 1925 | 1925                                        |                                             | 979                                         | 979                                         |
| 1939 | 1939                                        |                                             | 1.023                                       | 1.023                                       |
| 1946 | 1946                                        |                                             | 1.446                                       | 1.446                                       |
| 1950 | 1950                                        |                                             | 1.484                                       | 1.484                                       |
| 1956 | 1956                                        |                                             | 1.401                                       | 1.401                                       |
| 1961 | 1961                                        |                                             | 1.294                                       | 1.294                                       |
| 1967 | 1967                                        |                                             | 1.299                                       | 1.299                                       |
| 1970 | 1970                                        |                                             | 1.322                                       | 1.322                                       |
| 1980 | 1980                                        |                                             | 1.263                                       | 1.263                                       |
| 1985 | 1985                                        |                                             | 1.316                                       | 1.316                                       |
| 1990 | 1990                                        |                                             | 1.305                                       | 1.305                                       |
| 1995 | 1995                                        |                                             | 1.463                                       | 1.463                                       |
| 2000 | 2000                                        |                                             | 1.630                                       | 1.630                                       |
| 2005 | 2005                                        |                                             | 1.728                                       | 1.728                                       |
| 2011 | 2011                                        |                                             | 1.572                                       | 1.572                                       |
| 2020 | 2020                                        |                                             | 1.659                                       | 1.659                                       |
| 2022 | 2022                                        |                                             | 1.582                                       | 1.582                                       |
| Datenquelle: Historisches Gemeindeverzeichnis für Hessen: Die Bevölkerung der Gemeinden 1834 bis 1967. Wiesbaden: Hessisches Statistisches Landesamt, 1968. Weitere Quellen: LAGIS; Zensus 2011; Gemeinde Wöllersheim; 2022 |                                             |                                             |                                             |                                             |

Historische Religionszugehörigkeit
| • 1961: | 1089 evangelische (= 84,16 %), 198 katholische (= 15,30 %) Einwohner |

## Sehenswürdigkeiten
- Die evangelisch-lutherische Kirche
- Der Sockellöwe eines Taufbeckens aus der Stauferzeit
- Heiligenstock am südlichen Ortseingang

Der Bildstock oder Heiligenstock, mundartlich: Helgestetzel, am südlichen Ortseingang stammt sehr wahrscheinlich aus dem 15. Jahrhundert. Als eine Besonderheit ist anzusehen, dass sich über eine lange Zeit ein vorreformatorisches Flurdenkmal in einer protestantischen Gegend erhalten hat. Der Bildstock wurde aus rotem Sandstein gefertigt. Reste einer Verbleiung verweisen darauf, dass eine Ädikula aufgesetzt war. 2005 wurde von der ev. Kirchengemeinde Berstadt ein Heiligenhäuschen gestiftet, das eine einheimische Bildhauerin geschaffen hat.
Ursprünglich stand der Heiligenstock ca. 10 m näher am Dorf. Im Rahmen der Flurbereinigung von 1906 wurde der Heiligenstock auf Betreiben der katholischen Freiherren von Frankenstein an seinen heutigen Platz versetzt.
- Mittelalterliche Grabplatte an der Nordostseite der Kirche
- Barocker Grabstein des Pfr. Johannes Meles

Der Grabstein wurde bei Umbauarbeiten in einem privaten Anwesen gefunden und war als Treppenstufe genutzt worden. Die Bildsprache des Grabsteins symbolisiert Tod und Auferstehung: oben links und rechts zwei Engelgesichter mit Flügeln, als Gegenstücke finden sich unten links und rechts je ein Totenkopf. Während die Inschrift in lateinischer Sprache den Lebenslauf des Pfarrers Johannes Meles in lateinischer Sprache wiedergibt, betont die deutschsprachige Umschrift den festen Glauben des Pfarrers, Die Umschrift ist oben teilweise zerstört. „GEKEMPFFT ICH HAB DEN LAUF VOLLENDET ICH HAB DEN GLAUBEN GEHALTEN.“
Inschrift: „M.JOHAN MELES 4 FEBR AO 1600 MITLAVIAE YSENB NAT VIXIT ANOS MINISTERIT OPPENH IN SCHOLA ET SUGGESTU Z ECHELLIS IN DIACONA TU JO HIC BERSTADIEN IN PATORATU 47 CONIUGII CUM ANNA STEPHANIA LANIN 54 AETATIS 83 BEATE OBIIT 23 JAN ANNO 1683“

„ANNA STEPHANIA MELESIN NATA AO 1609 IN MENSE X DERIATIA 1687; V FEBR AETAT 77 AN V SEPTIM VIXIT IN CONJUGIO 54 IN VIDATU 4 AN 14 DIES TEXT 9 ex CANTU ACH ICH HABE SCHON ERBLICKET.“
- Der Mainzer Hof
- Ehemaliges historisches Wirtshaus zum Löwen
- Historisches Fachwerkhaus in Ständerbauweise an der Oberpforte
- Der Wasserturm, enthält heute das Archiv des Arbeitskreises Dorfentwicklung und ein Volkskundemuseum, betreut vom gleichen Verein.
- Der Brunnen auf dem Zingelplatz
- Der Brunnen auf dem Tanzhof[63]
- Der Brunnen auf dem Friedhof
- Markwald Berstadt mit Karlsteich

## Persönlichkeiten
- Wilhelm Butte
- Friedrich Wilhelm Koch,[64] Arzt, Politiker, Mitglied der WHO.

### Verkehr
Der Haltepunkt Berstadt-Wohnbach lag an der Bahnstrecke Friedberg–Mücke. Der Güterverkehr endete am 31. Dezember 1997; der Personenverkehr endete am 4. April 2003. Seitdem wird die Strecke zwischen den Haltestellen Wölfersheim und Berstadt nicht mehr befahren. Die Verkehrsanbindung geschieht mit Linienbussen.
Trotzdem verfügt Berstadt über beste Voraussetzungen für Industrie- und Gewerbeansiedlungen sowie als Wohngemeinde. Unmittelbar am Industrie- und Gewerbegebiet Berstadt befindet sich die Autobahnanschlussstelle Wölfersheim an der A 45. Das nahe Gambacher Kreuz bildet den Schnittpunkt der Bundesautobahnen A 5 und A 45. Hinzu kommt, dass die B 455 direkt an Berstadt vorbeiführt.

### Wirtschaft
Die Landwirtschaft im Raum Berstadt erfuhr erhebliche Veränderungen durch den Braunkohletagebau.
In Berstadt gibt es ein Industrie- und Gewerbegebiet, das in den 1980er Jahren aufgebaut wurde. Seine heutige Größe beträgt 400.000 m².
Im Mai 1975 stellte die Gemeinde den Bebauungsplan für ein Industrie- und Gewerbegebiet „Auf der Kaulbahn“ auf. Die ursprüngliche Größe betrug ca. 20 Hektar. Als erster Gewerbebetrieb eröffnete am 9. Oktober der Fachmarkt einer ortsansässigen Firma. Nach zögerlichem Beginn siedelten sich seit 1989 immer mehr Industrie- und Gewerbebetriebe an, so dass 1999 das Gebiet um 10 Hektar in der Flur „An der Friedberger Chaussee“ erweitert wurde. Bereits ein Jahr später erfolgte eine erneute Vergrößerung der Fläche um 3 Hektar. Heute umfasst das Gewerbegebiet ca. 400.000 m².
In dem Gebiet siedeln heute eine Großbäckerei, ein Hersteller von Rohren, und seit 2005 das Produktionswerk eines Großunternehmens für Ventiltechnik eines Stuttgarter Konzerns. 2012 wurde die Biogasanlage eines Energieversorgers in Betrieb genommen.
Ein Discounter sowie ein großer Supermarkt eröffneten und viele weitere Gewerbe.
Die Ansiedlung zweier Fachmärkte im Baugebiet „Holdergärten“ scheiterte an dem Widerspruch der Stadt Hungen.

### Wohngebiete
Zeitgleich mit dem Ausbau des Industrie- und Gewerbegebiets wurden neue Wohngebiete erschlossen.
- „Holdergärten“ am östlichen Ortsrand 1997
- „Am Teich“ im Westen des Dorfes in Richtung Wohnbach[67]

## Vereine
- Turnverein TV 1906 Berstadt
- Gesangverein 1844 Berstadt e. V.
- Freiwillige Feuerwehr Berstadt
- Arbeitskreis Dorfentwicklung Berstadt
- Berstädter Zwiebelzuchtverein BZV
- Fußballverein KSV 1922 (Kultur- und Sportverein 1922 Berstadt)
- Schläferclub
- Schiclub Berstadt
- Bauwagen Berstadt

## Bilder

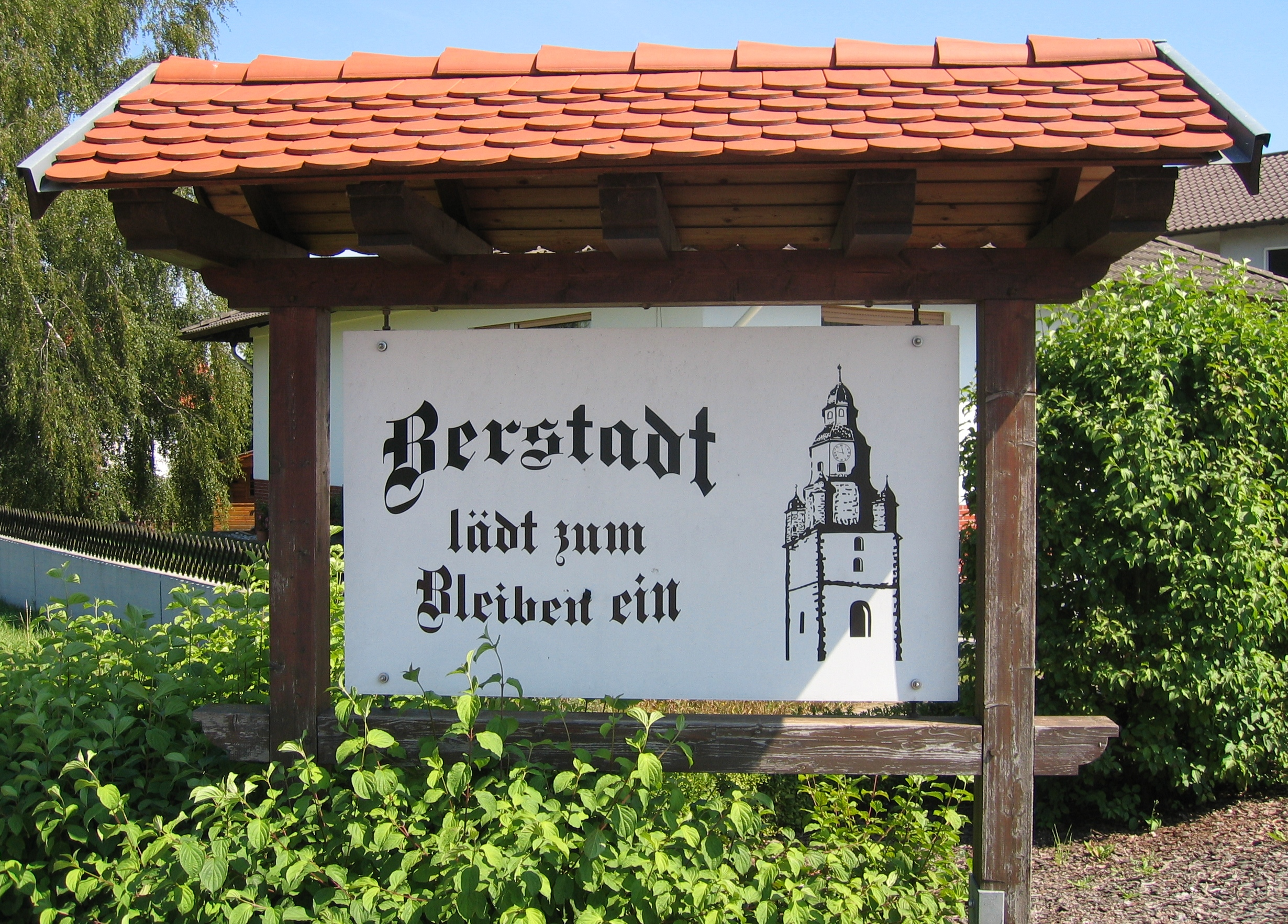
Ortsschild
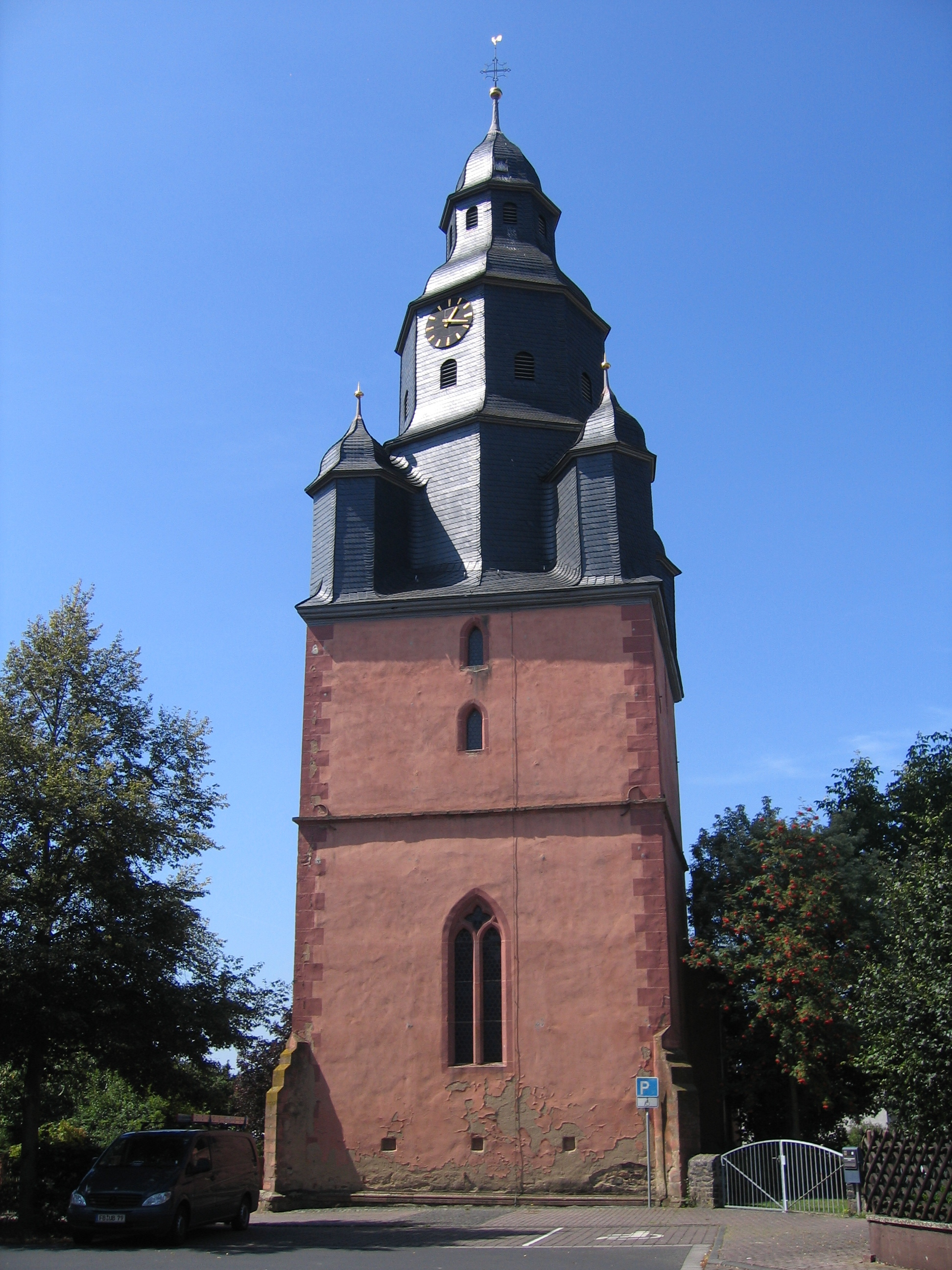
Evangelische Kirche
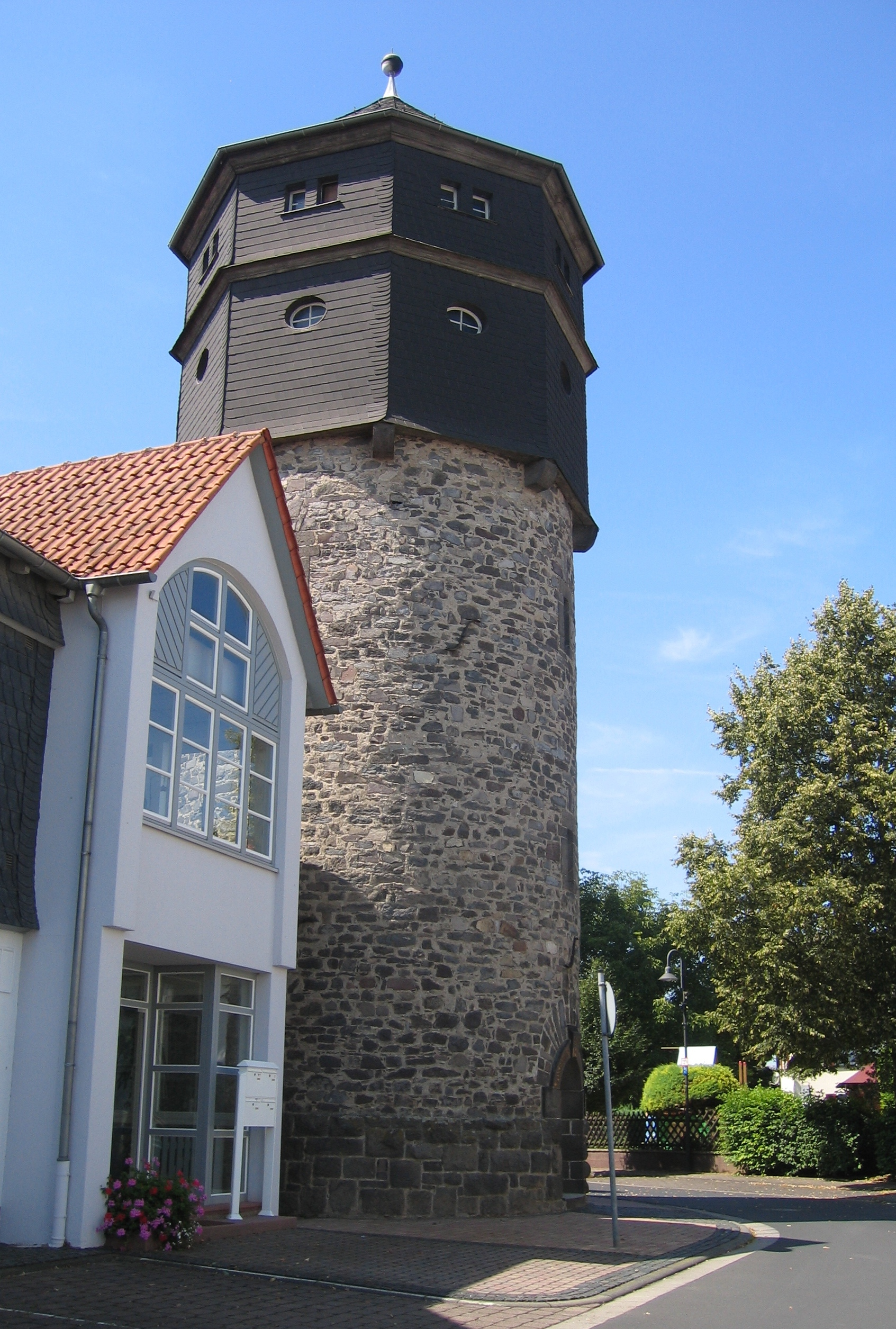
Wasserturm Berstadt
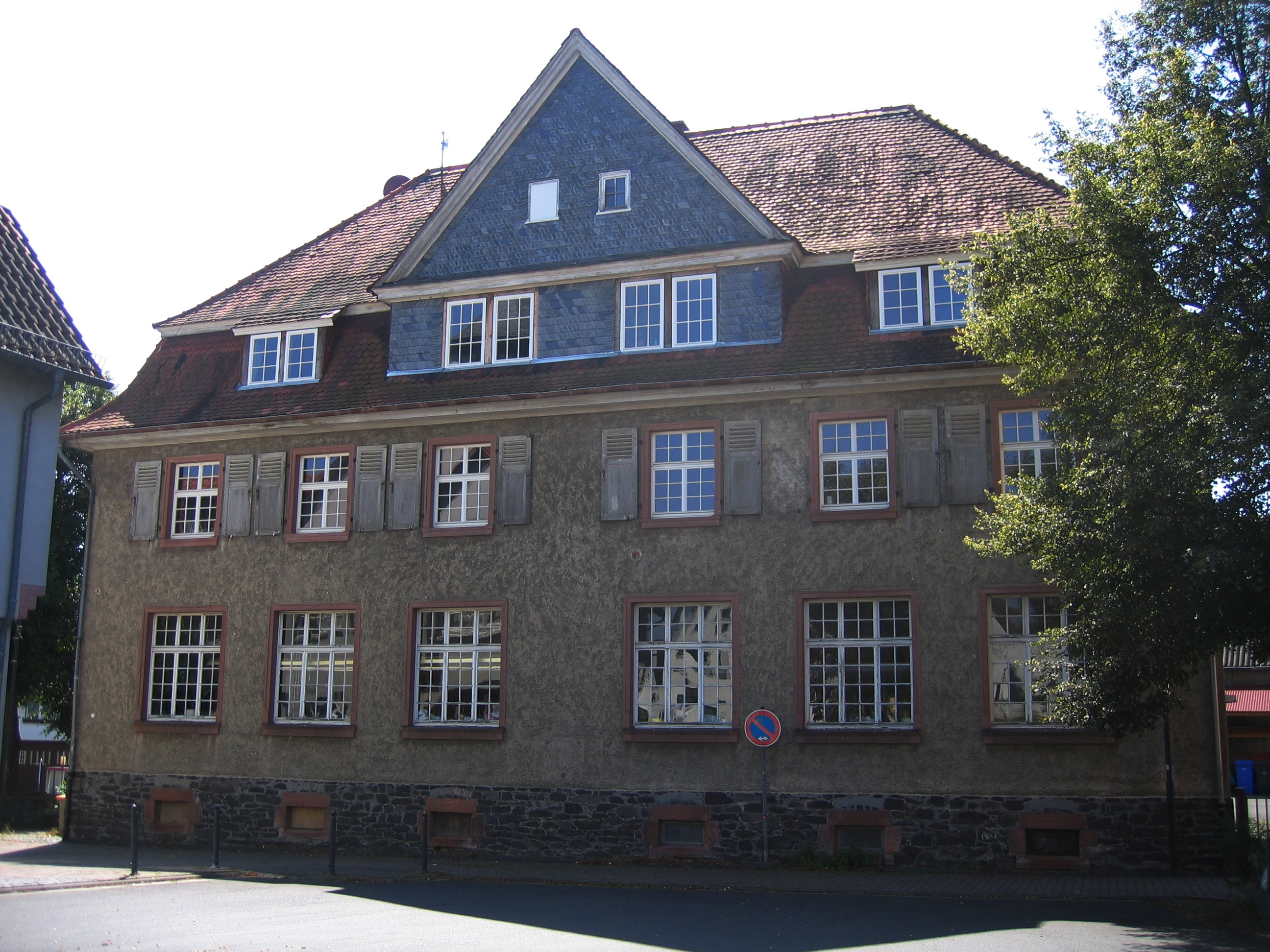
Ehemalige Schule
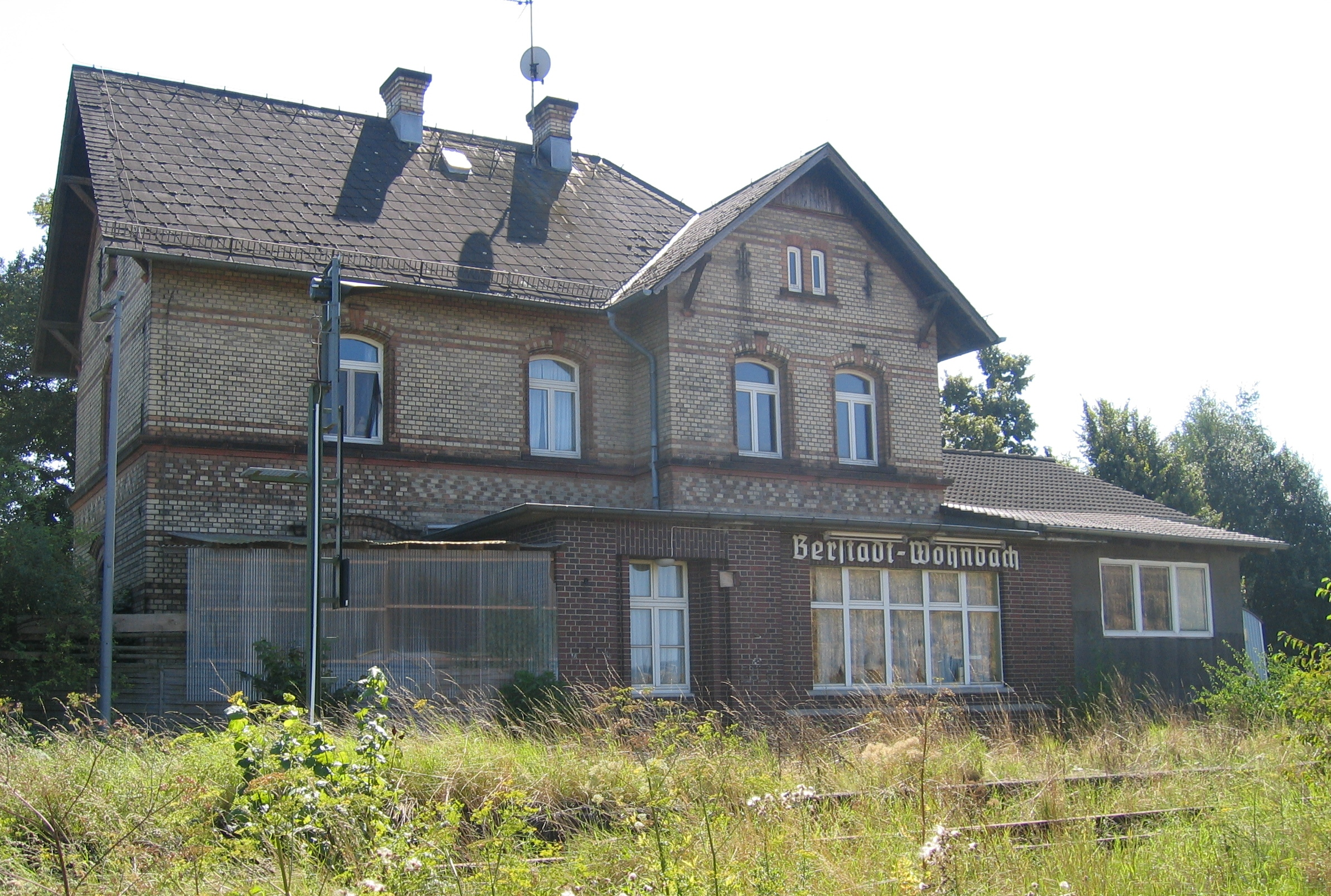
ehem. Bahnhof Berstadt-Wohnbach
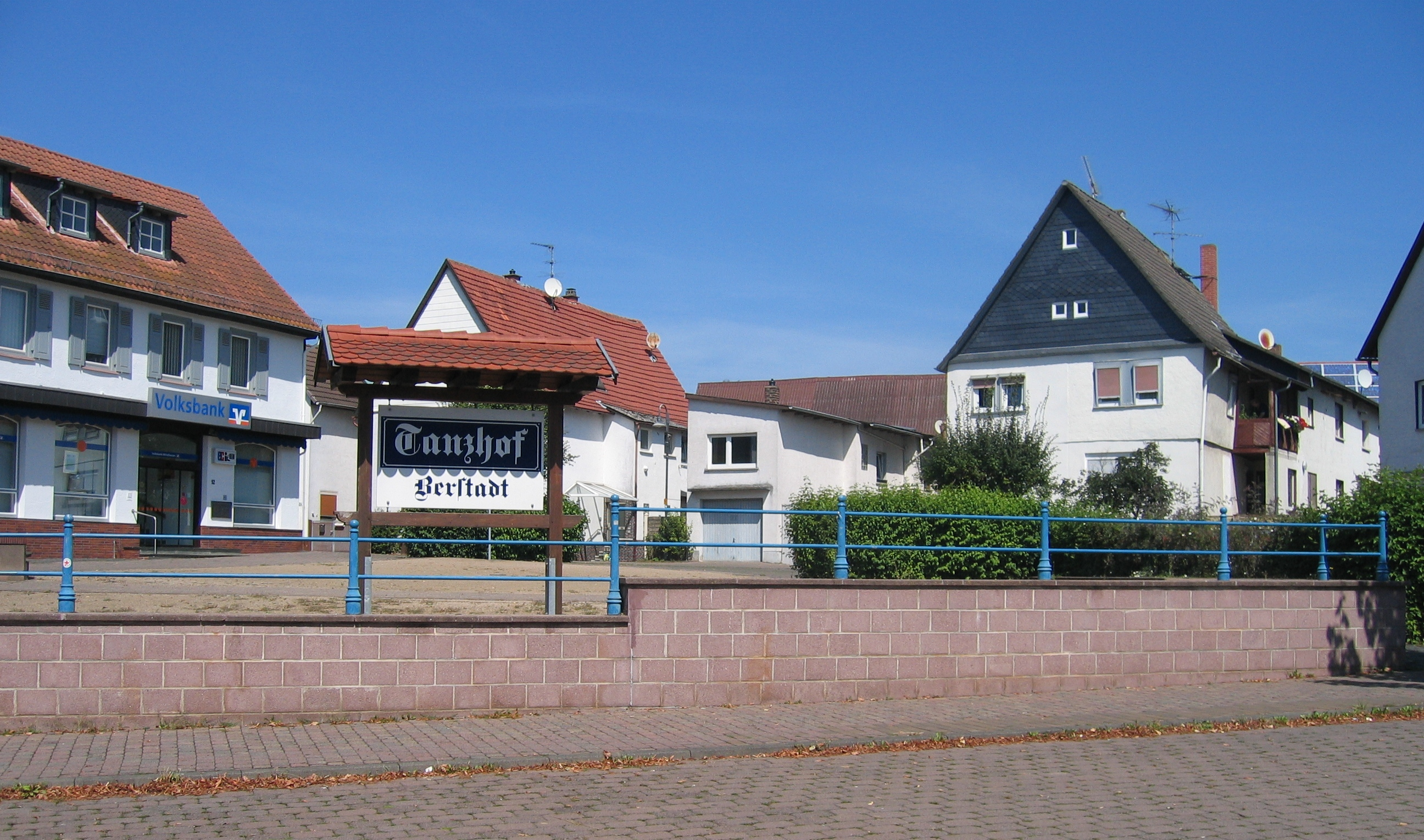
Tanzhof Berstadt
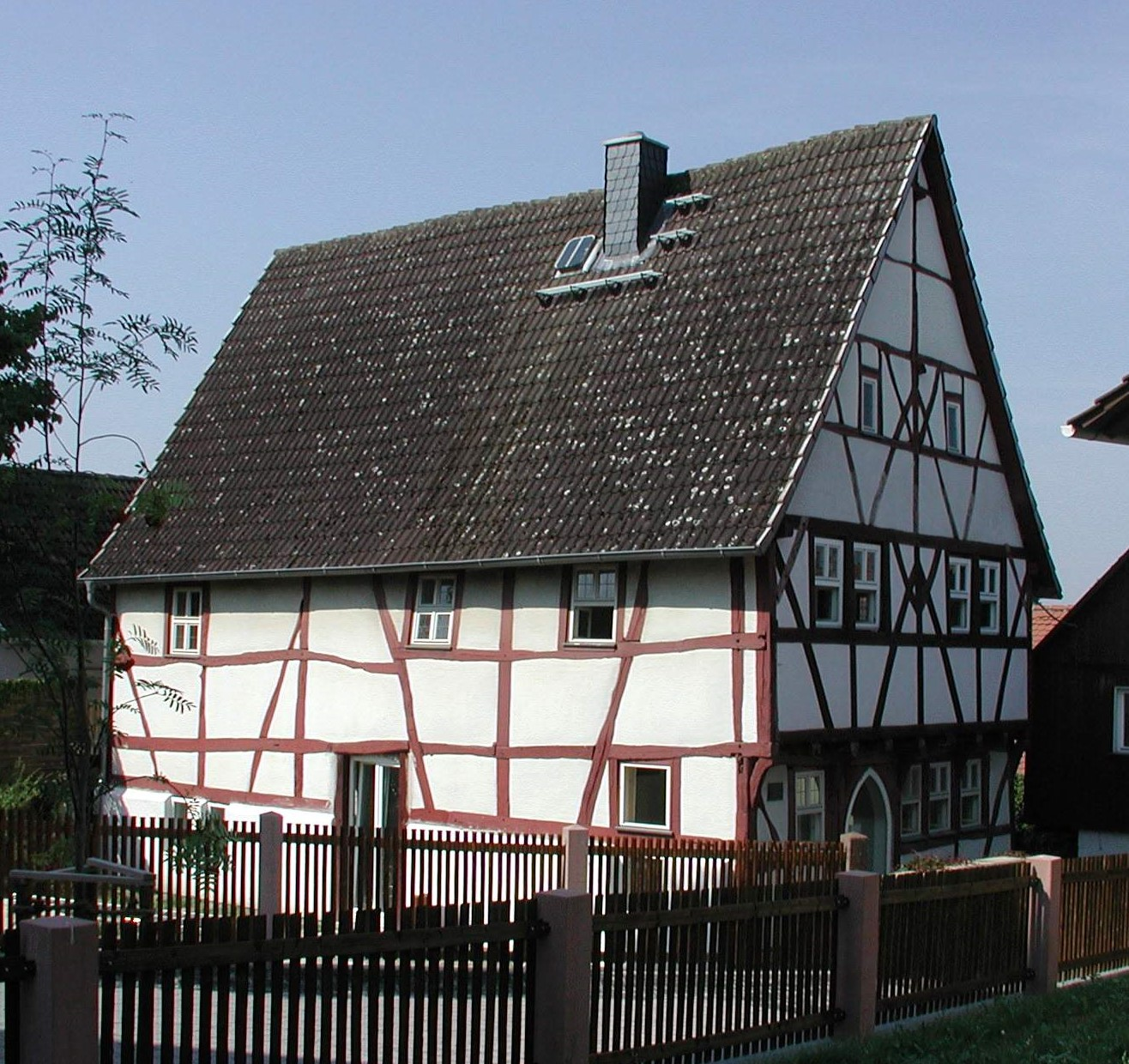
Fachwerk-Ständerbau aus 15. Jahrhundert